# سلفولان
سلفولان هو مركب كبريت عضوي صيغته C4H8O2S، ويوجد على شكل سائل شفاف عديم اللون. ينتمي المركب كيميائياً إلى مجموعة السلفونات.

## التحضير
يحضر المركب وفق الطريقة الأصلية المطورة من شركة شل للنفط، وذلك بمفاعلة البوتاديين مع ثنائي أكسيد الكبريت، حيث يتم التفاعل وفق طريقة من طرق الإضافة الحلقية، ليتم الحصول على السلفولين بالأول، والذي يتم هدرجته بوجود حفاز نيكل راني للحصول على السلفولان:

## الخواص
يوجد المركب في الشروط القياسية على شكل سائل شفاف عديم اللون، وهو مذيب قطبي لابروتوني، وبذلك فهو قابل للامتزاج مع الماء.
تبلغ الحرارة النوعية لهذا المركب مقدار 1.5 جول/غ.كلفن؛ في حين تبلغ نقطة الوميض مقدار 165 °س.

## الاستخدامات
يعد السلفولان من المذيبات واسعة الاستخدام في الصناعة، خاصة في استخلاص الهيدروكربونات العطرية من مزيج الهيدروكربونات،؛ وفي تنقية الغاز الطبيعي.